# Gasotransmiter
Gasotransmiteri su gasoviti molekuli koji se sintetišu u telu. Ova grupa molekula obuhvata azot-monoksid, vodonik sulfid, ugljen-monoksid, i u manjoj meri Azotsuboksid. 
Gasotransmiteri su familija endogenih gasovitih signalnih molekula. Ovi gasovi dele mnoge zajedničke karakteristike u pogledu proizvodnje i funkcije, ali ispoljavaju svoje dejstvo na jedinstvene načine. Oni se razlikuju od klasičnih signalnih molekula u ljudskom telu. Prvi nagoveštaji da gas ima direktno dejstvo na farmakološkim receptorima i da stoga deluje kao neurotransmiter su izneti 1981, u rezultatima kliničkih ispitivanja azot-monoksida. In vitro eksperimenti su potvrdili ta opažanja.